# Anders Olsson (Literaturwissenschaftler)

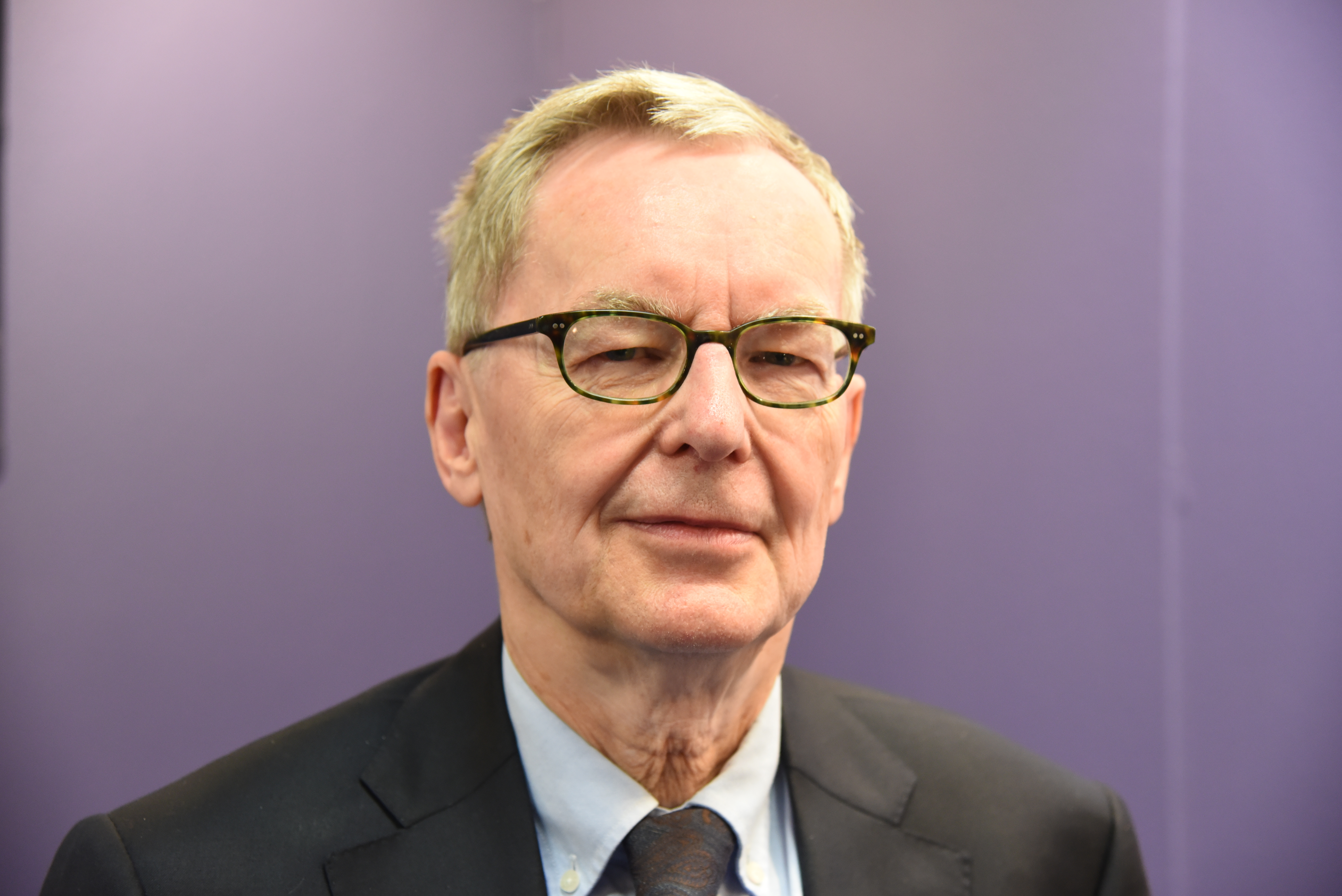
Anders Olsson (2018)

Anders Olsson (* 19. Juni 1949 in Huddinge) ist ein schwedischer Professor der Literaturwissenschaft an der Universität Stockholm, Literaturkritiker und Schriftsteller. Er wurde am 20. Februar 2008 Mitglied der Schwedischen Akademie und trat die Nachfolge des Schriftstellers Lars Forssell auf Stuhlnummer 4 an.

## Leben
Olsson besuchte das Gymnasium in Västerås und wohnte während dieser Zeit in Nachbarschaft mit dem Schriftstellerehepaar Lars und Madeleine Gustafsson, die ihn literarisch inspirierten. Er verbrachte ein Jahr an der High School in Huntingdon Valley, Pennsylvania, und begann nach dem Abitur 1968 ein Studium der Nordischen Sprachen, Literaturgeschichte mit Poetik und theoretischer Philosophie an der Universität Uppsala. Nach einem halbjährigen Auslandsaufenthalt 1972 in Berlin studierte er an der Universität Stockholm Philosophie und Literaturwissenschaft. Dort traf er mit Horace Engdahl und Arne Melberg zusammen und veröffentlichte mit ihnen 1977 die Anthologie Hermeneutik. Im selben Jahr begann Olsson zusammen mit ebendiesem Kreis von Literaturwissenschaftlern und Kritikern sowie weiteren Autoren und Künstlern die Zeitschrift Kris herauszugeben, die Bedeutung für die Erneuerung der schwedischen Literatursichtweise in den 1980er Jahren besaß. In dieser Zeit begann er auch Literaturkritiken und eigene Gedichte zu schreiben. Unter Kjell Espmarks Anleitung erforschte er Gunnar Ekelöfs Poesie.
Olsson kam in Kontakt mit der Zenmeditation und verbrachte einen Monat in Paris bei dem japanischen Zen-Meister Taisen Deshimaru. Zen spielt fortwährend eine große Rolle in seinem Leben und Schaffen. Er besuchte 1979 das Sommerprogramm School of Theory and Criticism in Irvine, Kalifornien, und hatte unter anderem René Girard sowie Michael Riffaterre als Lehrer. Vor allem machte der umstrittene Kulturkritiker Girard einen bleibenden Eindruck auf Olsson, was sich zuletzt in der 2007 erschienenen Anthologie Syndabocken niederschlug.
Olsson debütierte 1981 mit der Essaysammlung Mälden mellan stenarna, mit dem Titel nach einer Gunnar Ekelöf-Reihe. Den literarischen Abhandlungen von internationalem Rang folgte zwei Jahre später die Dissertation Ekelöfs nej, in der die neu eingeführte „Thematische Kritik“ (die Kunst, tragende Themata in der gesamten schriftstellerischen Tätigkeit zu identifizieren) mit großer Textnähe und Intertextualität kombiniert wurde. Diese einzigartige Abhandlung führte zu einer neuen Sichtweise auf Gunnar Ekelöfs grenzüberschreitendes Schaffen.
Kurz darauf debütierte Olsson als Lyriker. Dagar, aska (1984) offenbart eine melancholische Bilderwelt, meditative Zen-Inspiration und ein großes intertextuelles Bewusstsein. Mit einem Gefühl der Enge in Schwedens akademischer Welt zog er nach Berlin und schrieb mehr Poesie. De antända polerna (1986) folgte auf sein Debüt, während das Meisterwerk Bellerofontes resa (1988) andere Dimensionen hat. Basierend auf dem Ilias-Epos über Kampf des Helden Bellerophon mit dem feuerspeienden Ungeheuer Chimera baute Olsson eine wesentlich vielseitigere Poesiesuite als zuvor. Es herrscht eine gleiche melancholische Grundstimmung vor, aber der Text ist in seiner Art breiter und vielfältiger.
Zwischen diesen beiden Gedichtsammlungen schrieb er das theoretisch sehr einflussreiche Werk Den okända texten (1987), das sein Weg zurück in die akademische Welt wurde, über die modernistische und schwer zu interpretierende Poesie Paul Celans. Der Übersetzungsband Lila luft (1989) leitete eine literarische Übersetzungstätigkeit Olssons, oft in Zusammenarbeit mit anderen Autoren, ein. Später übersetzte er beispielsweise den Romantiker Novalis und den Kulturkritiker Thomas Bernhard in Zusammenarbeit mit Daniel Birnbaum, mit dem er auch Den andra födan (1992) schrieb.
Die 1990er Jahre wurden mit der Gedichtsammlung Solstämma (1991) eingeleitet. Zwei Jahre später erschien das nächste poetische Meisterwerk Det vita (Das Weiße), eine merkwürdig „vertikale“ Gedichtsammlung, in der der Hauptteil der Gedichte eine in der Höhe gestreckte Form annimmt und jede Zeile aus einem oder ein paar Wörtern besteht. Es scheint, als ob die Gedichte in der Breite schrumpfen und sich gegen „das Weiße“ bewegen. Es dauerte fünf Jahre, bis sich Olsson mit der bisher letzten Gedichtsammlung Ett mått av lycka (1998) wieder der Poesie zuwendete. Es handelt sich hierbei um Haiku-Gedichte mit engem, exaktem japanischen Versmaß (drei Zeilen mit 5 – 7 – 5 Lauteinheiten).
Olsson beschäftigte sich nun mehr mit den Worten anderer, als seinen eigenen. Er begann ein großes Forschungsprojekt über den finnlandschwedischen Dichter Gunnar Björling. Daraus resultierte das Essay Att skriva dagen – Gunnar Björlings poetiska värld (1995) und die Ausgaben von Björlings Skrifter I–V (1995). Darauf folgten einige leicht zugängliche Präsentationen von Werken Olsson nahestehender Poeten Ekelunds hunger (1996), über Vilhelm Ekelund und Gunnar Ekelöf (1997). Danach erschien ein Buch mit einzelnen Studien zu den Werken von Autoren wie Stéphane Mallarmé, Rainer Maria Rilke, Wallace Stevens, Edith Södergran und Birgitta Trotzig. Dieses Buch erwies sich als entscheidend für seine Ernennung zum Professor für Literatur an der Universität Stockholm zur Jahrtausendwende. 2006 wurde Skillnadens konst veröffentlicht, in dem Olsson nicht nur das poetische Fragment in einen größeren historischen Zusammenhang setzt, sondern auch sein Vorkommen in modernen schriftstellerischen Arbeiten darstellt.
Sein aktuelles Forschungsprojekt behandelt Werke des poetischen Modernismus von unter anderem Nelly Sachs und Paul Celan.
Olsson ist mit der Künstlerin Agnes Monus verheiratet.

## Auszeichnungen
- John-Landquist-Preis 1997
- Schückska-Preis 2007

## Werke
- Johan Krouthén 1858–1932, 1958
- Mälden mellan stenarna, 1981 (Essaysammlung)
- Ekelöfs nej, 1983 (Doktorarbeit)
- Intertextualitet, 1984
- Dagar, aska, 1984
- De antända polerna, 1986
- Den okända texten, 1987
- Bellerofontes resa, 1988
- Solstämma, 1991
- Den Andra Födan, 1992 (zusammen mit Daniel Birnbaum)
- Det vita, 1993
- Ekelunds hunger, 1995
- Att skriva dagen, 1995
- Gunnar Ekelöf, 1997
- Ett mått av lycka, 1998
- Läsningar av intet, 2000
- Skillnadens konst, 2006
- men så oändligt lätt att svara dig, 2010
- Ordens asyl, 2011